# Free (Broods)
Free è un singolo del gruppo musicale neozelandese Broods, il primo estratto dal secondo album in studio Conscious e pubblicato il 1º aprile 2016.
Il brano è stato trasmesso in anteprima da BBC Radio 1 due giorni prima della pubblicazione.

## Tracce
1. Free – 3:43 (Caleb Nott, Georgia Nott, Joel Little)

## Classifiche
| Classifica (2016)  | Posizione massima |
| ------------------ | ----------------- |
| Australia          | 30                |
| Nuova Zelanda      | 21                |
| Stati Uniti (rock) | 47                |